# Prays chrysophyllae
Prays chrysophyllae is een vlinder uit de familie Praydidae. De wetenschappelijke naam van de soort werd in 1915 gepubliceerd door Silvestri.